# Sodegaura Forest Raceway
Der Sodegaura Forest Raceway (japanisch 袖ヶ浦フォレストレースウェイ) ist eine permanente Motorsport-Rennstrecke bei Sodegaura in der Präfektur Chiba in Japan. Die Strecke liegt etwa 12 km östlich des Stadtzentrums von Sodegaura und etwa 45 km südöstlich des Stadtzentrums von Tokyo auf der anderen Seite der Bucht von Tokyo.

## Geschichte
Die 2009 eröffnete Rennstrecke wurde nach FIA-Standards konzipiert und ist von der JAF (Japan Automobile Federation) offiziell anerkannt. Eigentümer ist Shōzaburō Nakamura, ein ehemaliger Parlamentsabgeordneter aus der Region, der früher Justizminister und Generaldirektor der Umweltbehörde war. Er war selbst Motorsportler und hat die Strecke eigenhändig entworfen.

## Streckenbeschreibung
Die maximal 2,4 km lange und 15–18 m breite Strecke kann in 3 verschiedenen Konfigurationen befahren werden, von denen 2 – die äußere und die innere Schleife – unabhängig voneinander genutzt werden können. Die Boxenanlage hat 35 Boxen mit einer Abmessung von 5,5 × 6,0 m. Aufgrund der Anlieger gilt ein Lärmlimit von 95 dB bei den Einsatzgeräten.

## Veranstaltungen
Die Strecke ist seit 2017 eine regelmäßige Station der Elektroauto-Rennserie der All Japan EV-GP Series. Daneben starten aktuell auch Clubsport-Serien wie die Z Challenge, der Lotus 111 Cup oder die Roadster Masters Serie regelmäßig auf dem Kurs. Daneben wird der Kurs für Trackdays (für Autos, Motor- und Fahrräder), Trainings, Testfahrten und Fahrzeug-Präsentationen genutzt.